# Jeanne Duval
Jeanne Duval (phát âm tiếng Pháp: [ʒan dyˈval]) (c 1820 – c 1862) là một nữ diễn viên và vũ công của hỗn hợp Pháp và châu Phi da đen gốc Haiti. Trong 20 năm, bà là nàng thơ của nhà thơ và nhà phê bình nghệ thuật người Pháp Charles Baudelaire. Họ gặp nhau vào năm 1842, khi Duval rời Haiti đến Pháp và hai người vẫn ở bên nhau, mặc dù rất bão, trong hai thập kỷ tiếp theo. Duval được cho là người phụ nữ mà Baudelaire yêu nhất, trong cuộc đời anh, sau mẹ anh. Bà được sinh ra ở Haiti vào một ngày không xác định, vào khoảng năm 1820.
Những bài thơ của Baudelaire dành riêng cho Duval hoặc tỏ lòng tôn kính bao gồm: "Le balcon" (Ban công), "Parfum exotique" (Nước hoa kỳ lạ), "La chevelure" (Tóc), "Sed non satiata" không hài lòng), "Le serpent qui danse" (The Dancing Serpent) và "Une charogne" (A Carcass).
Baudelaire gọi bà là "tình nhân của tình nhân" và "Vénus Noire" (" Sao Kim Đen"), và người ta tin rằng, đối với anh, Duval tượng trưng cho vẻ đẹp nguy hiểm, tình dục và bí ẩn của một phụ nữ Creole ở giữa thế kỷ XIX của Pháp. bà sống ở số 6, đường de de Femme-sans-tête (Phố của người phụ nữ không đầu), gần khách sạn Pimodan.

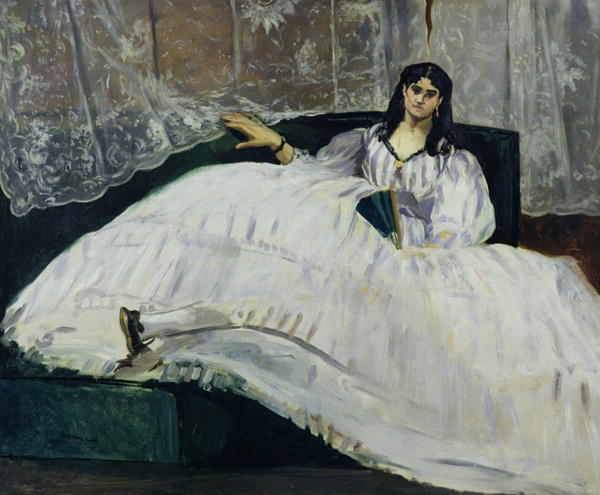
Duval trong vai Người tình của Baudelaire, Reclining của Édouard Manet.

Édouard Manet, một người bạn của Baudelaire, đã vẽ Duval trong bức tranh Tình nhân của Baudelaire năm 1862 , Reclining. bà ấy, đến lúc này, sẽ bị mù.
Duval có thể đã chết vì bệnh giang mai sớm nhất là vào năm 1862, năm năm trước Baudelaire, người cũng đã chết vì bệnh giang mai. Các nguồn khác cũng cho rằng Duval sống sót Baudelaire. Nadar tuyên bố đã nhìn thấy Duval, lần cuối, vào năm 1870, vào thời điểm này, bà đang phải chống nạng, chịu đựng nhiều bệnh giang mai.

## Văn hóa thịnh hành
Jeanne Duval đóng vai trò là nhân vật chính trong The Salt Roads của tác giả Nalo Hopkinson, một tác phẩm hư cấu lịch sử, và cả trong câu chuyện tiêu đề của bộ sưu tập Black Venus của Angela Carter. Bộ phim My Heart Laid Bare, của Disruptive Element Films, kể về cuộc đời của Jeanne Duval.
Nghệ sĩ khái niệm người Mỹ nổi tiếng Lorraine O'Grady đã phát triển một bộ ảnh gồm 16 hình nhúng với các hình ảnh ghép của Charles Baudelaire và Jeanne Duval có tên là Hoa của Ác ma và Tốt. Các nghiên cứu sơ bộ cho bản cài đặt này đã được trưng bày trong các không gian như Viện Nghệ thuật Đương đại, Boston, Phòng trưng bày Thomas Erben, New York và Galerie Fotohof, Salzburg, Áo. O'Grady cũng đã viết nhiều về mối quan hệ của Charles và Jeanne trong các ấn phẩm như Tạp chí Mousse  và Pétunia: tạp chí féepte d'art contemporain et de loisirs.
Nghệ sĩ người Scotland Maud Sulter đã tạo ra một số tác phẩm nghệ thuật lấy cảm hứng từ Duval, sử dụng những hình ảnh như bức ảnh của bà bởi Nadar và bức chân dung của nghệ sĩ. Nhiều trong số này đã được hiển thị trong một chương trình solo tại Phòng trưng bày chân dung quốc gia Scotland có tên Jeanne Duval: A Melodrama.
Ngoài ra, Jeanne Duval là nguồn cảm hứng cho một bài hát có tên "Đường hoa hồng" của ban nhạc kim loại nặng thời Liên Xô lúc Aria, trong album 1987 của họ Hero of Asphalt.